# 纳利耶 (维埃纳省)
纳利耶（法語：Nalliers，法語發音：[nalje]）是法国维埃纳省的一个市镇，位于该省东部，和安德尔省接壤，属于蒙莫里永区。

## 地理
纳利耶（46°36'7"N, 0°51'59"E）面积16.03 平方千米，位于法国新阿基坦大区维埃纳省，该省份为法国中西部省份，北起曼恩-卢瓦尔省和安德尔-卢瓦尔省，西接德塞夫勒省，南至夏朗德省，东南接上维埃纳省，东临安德尔省。
与纳利耶接壤的市镇（或旧市镇、城区）包括：梅里尼、拉比西耶尔、圣日耳曼、圣皮埃尔德马耶、圣萨万。

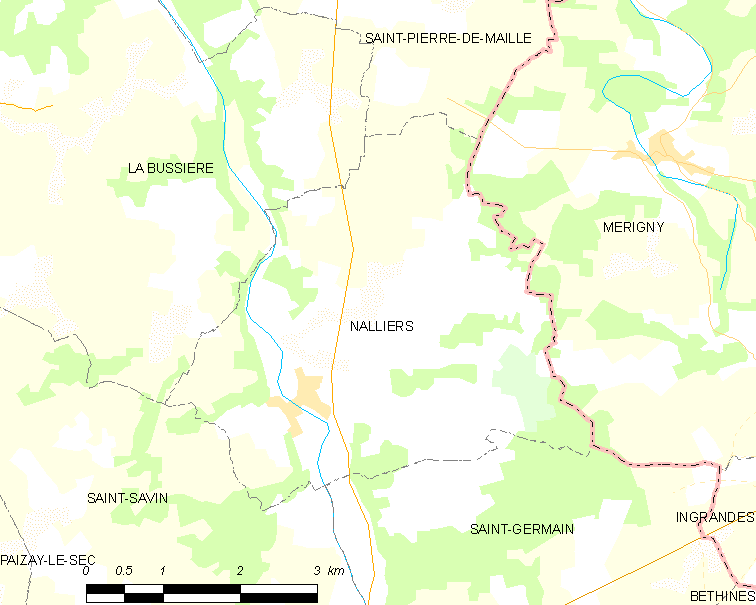
的OSM定位图

纳利耶的时区为UTC+01:00、UTC+02:00（夏令时）。

## 行政
纳利耶的邮政编码为86310，INSEE市镇编码为86175。

## 政治
纳利耶所属的省级选区为蒙莫里永县。

## 人口

1962-2008年间人口变化图示

纳利耶于2022年1月1日时的人口数量为306人。